# کینزی (آلاباما)
کینزی (به انگلیسی: Kinsey) شهری در شهرستان هوستون ایالت آلاباما است که مساحت آن ۳۱٫۳۴ کیلومتر مربع است و در سرشماری سال ۲۰۱۰ میلادی، ۲٬۱۹۸ نفر جمعیت داشته و تراکم جمعیتی آن، ۷۰٫۱۳ نفر در هر کیلومتر مربع بوده است.